# غايل برانديز
غايل برانديز (بالإنجليزية: Gayle Brandeis)‏ (14 أبريل 1968، شيكاغو في الولايات المتحدة)؛ روائية أمريكية.